# Wendelinskapelle (Hellikon)

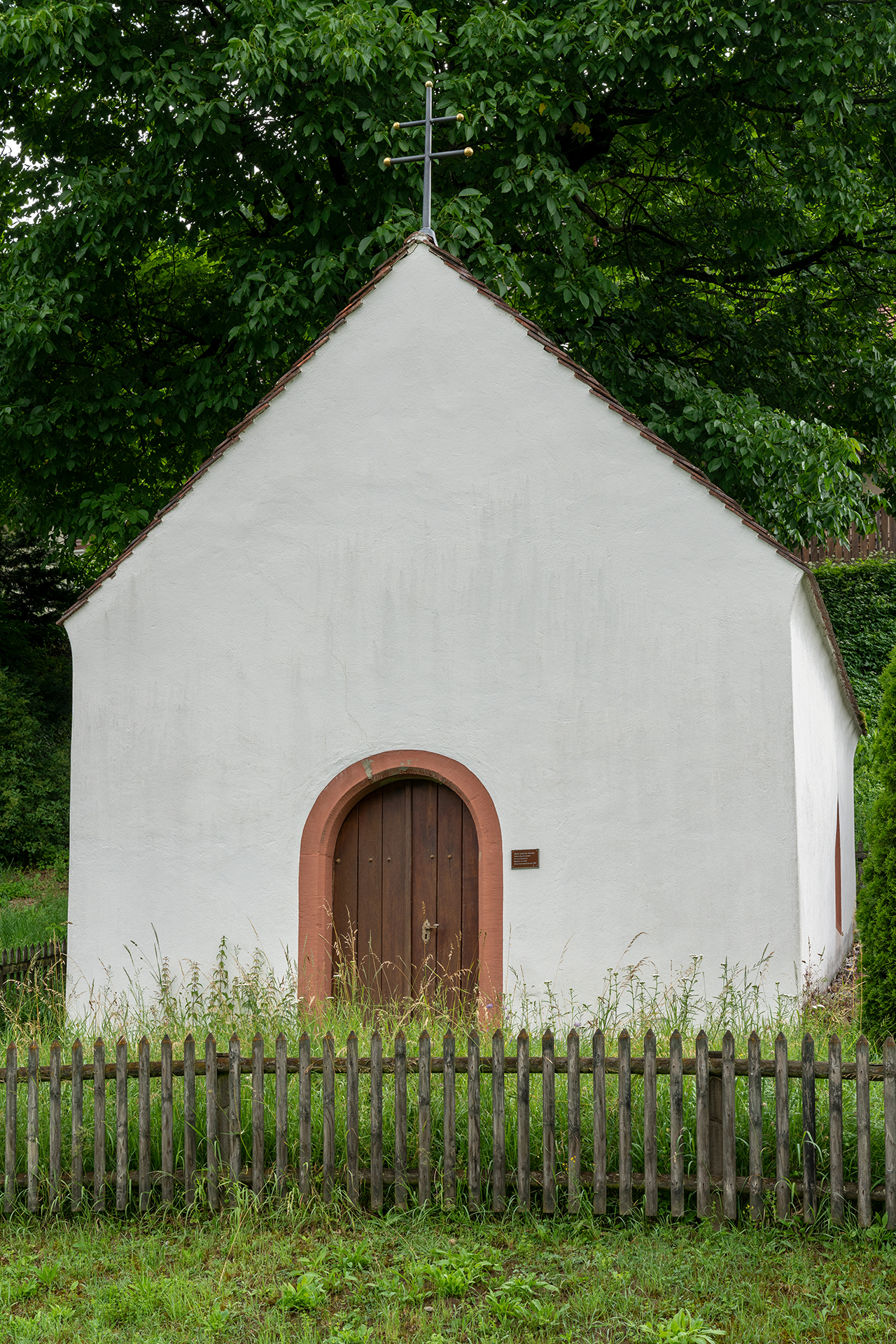
Wendelinskapelle

Die Wendelinskapelle ist eine römisch-katholische Kapelle in Hellikon im Kanton Aargau. Sie gehört zur Pfarrei Wegenstetten-Hellikon und steht beim südlichen Dorfrand.
Wann die Kapelle entstanden ist, lässt sich nicht mehr nachweisen. Die ältesten vorhandenen Bauteile stammen aus der Mitte des 17. Jahrhunderts. Kirchenpatron war das Damenstift Säckingen. Gegen Ende des 18. Jahrhunderts war das Gebäude aufgrund starker Feuchtigkeit zunehmend verwahrlost. Um die Renovation zu finanzieren, konnte die Gemeinde im Jahr 1804 vor Gericht den Anspruch auf das Kapellenvermögen durchsetzen, das vom Damenstift widerrechtlich der Kirche von Wegenstetten zugewiesen worden war. Ab 1873 nutzten Katholiken und Christkatholiken die Kapelle gemeinsam, bis letztere 1947/48 in unmittelbarer Nähe eine eigene Kirche errichteten. Von 1953 bis 1956 fand eine umfassende Restaurierung statt.
Das viereckige Kapellengebäude besteht aus schlichten, weiss getünchten Bruchsteinwänden und einem Satteldach. Im Innern gliedern zwei Freisäulen und ein gekröpftes Gebälk das Hauptgeschoss. Auf dem gemauerten Blockaltar steht ein frühbarockes Retabel. Zwei kleine Säulen und ein muschelförmiger Giebel formen den Altarauszug mit einem Bild des Heiligen Fridolin (Schutzpatron des Damenstifts Säckingen). Seitlich vom Hauptgeschoss stehen zwei spätgotische Bildwerke, die aus der Zeit um 1500 stammen und in Basel gefertigt wurden. Sie stellen den Erzengel Michael sowie möglicherweise Hilarius von Poitiers dar. Vermutlich befinden sie sich früher in der Kirche von Wegenstetten, ehe sie 1741 nach Hellikon gelangten. Ebenfalls aus Wegenstetten soll das auf der Mensa platzierte Vesperbild stammen, das rund hundert Jahre älter ist.